# 平昌駅
平昌駅（ピョンチャンえき）は、大韓民国江原特別自治道平昌郡にある韓国鉄道公社（KORAIL）京江線の駅である。

## 駅構造
- 島式ホーム2面4線の高架駅。

## 歴史
- 2017年12月22日：開業[1]。

## 隣の駅
韓国鉄道公社
京江線
屯内駅 - 平昌駅 - 珍富駅